# Protomerulius
Protomerulius is een geslacht van schimmels behorend tot de orde Auriculariales. De typesoort is Protomerulius brasiliensis.

## Soorten
Volgens Index Fungorum telt het geslacht vijftien soorten (peildatum april 2023):
| Soortnaam                                   | Auteur(s)                                | Publicatiejaar |
| ------------------------------------------- | ---------------------------------------- | -------------- |
| Protomerulius africanus                     | (Ryvarden) Ryvarden                      | 1991           |
| Protomerulius brachysporus                  | (Luck-Allen) Spirin & Malysheva          | 2019           |
| Protomerulius brasiliensis                  | Möller                                   | 1895           |
| Protomerulius cameroonensis                 | (Metsebing, Mossebo & Ryvarden) Ryvarden | 2021           |
| Protomerulius commotus                      | Spirin & Malysheva                       | 2019           |
| Protomerulius dimidiatum                    | (A. David) Ryvarden                      | 2016           |
| Protomerulius dubius (Witte suikertrilzwam) | (Bourdot & Galzin) Spirin & Malysheva    | 2019           |
| Protomerulius hebes                         | Spirin & Ryvarden                        | 2019           |
| Protomerulius madidus                       | Spirin & K.H. Larsson                    | 2019           |
| Protomerulius microsporus                   | (Burt) Spirin & Malysheva                | 2019           |
| Protomerulius minor                         | (Möller) Spirin & O. Miettinen           | 2019           |
| Protomerulius pertusus                      | Malysheva & Spirin                       | 2019           |
| Protomerulius richenii                      | Rick                                     | 1928           |
| Protomerulius subreflexus                   | (Lloyd) O. Miettinen & Ryvarden          | 2019           |
| Protomerulius substuppeus                   | (Berk. & Cooke) Ryvarden                 | 1991           |